# 尖苞瘤果茶
尖苞瘤果茶（学名：Camellia acutiperulata）是山茶科山茶属的植物。分布于中国大陆的广西等地，生长于海拔1,000米的地区，一般生于常绿林中。